# Puerta de la Misericordia
La Puerta de la Misericordia (de poort van de barmhartigheid) is een in de 16e eeuw gebouwde stadspoort in de huidige stadswijk (barrio) Ciudad Colónial van de Dominicaanse hoofdstad Santo Domingo de Guzmán; Ciudad Colónial is in 1990 door UNESCO op de Werelderfgoedlijst is geplaatst onder de titel Koloniale stad Santo Domingo. In eerste instantie was de naam "Puerta de Santiago" en later ook "La Puerta Cerrada". Het was de eerste stadspoort, gebouwd in de westelijke stadsmuur van Santo Domingo. 

## Gebruik
In de koloniale periode werd deze poort gebruikt als toegang tot de grote vlakten in het zuidwesten van het eiland. Hierdoor was er een goede verbinding met het Fort San Jerónimo en de goudmijnen in Bajos de Haina, op ongeveer 15 kilometer ten westen van Santo Domingo. Militair werd het beschermd door Fort San Gil dat, aan het einde van de stadsmuur, op 30 meter afstand langs de kust stond.

## Geschiedenis
Het ontwerp en de constructie zijn het werk van architect Rodrigo de Liendo, in het jaar 1543. De naam was Puerta de Santiago en is een sober ontwerp in renaissancestijl. In 1568 werd hij uitgebreid tot een bolwerk. Het was de plaats waar de troepen van Penn en Vennables in 1655 probeerden de stad Santo Domingo binnen te vallen. Volgens sommigen is de naam Puerta de la Misericordia ontstaan na een zware aardbeving in 1842 en de plek voor de bewoners van de stad een ontmoetingsplaats was. Het is ook de plaats waar Ramon Matias Mella, lid van de grootste onafhankelijkheidsbeweging in die tijd, in de nacht van 27 februari 1844 zijn donderbus afschoot, wat het begin was van de onafhankelijke Dominicaanse Republiek. Na het verwijderen van de artillerie werd de poort gesloten en werd "La Puerta Cerrada" (de gesloten poort) genoemd. Archeologische opgravingen in 1980 hebben, tijdens de restauratie van het monument, aan het licht gebracht dat het twee, elkaar flakkerende, semi-elliptische, forten waren. 

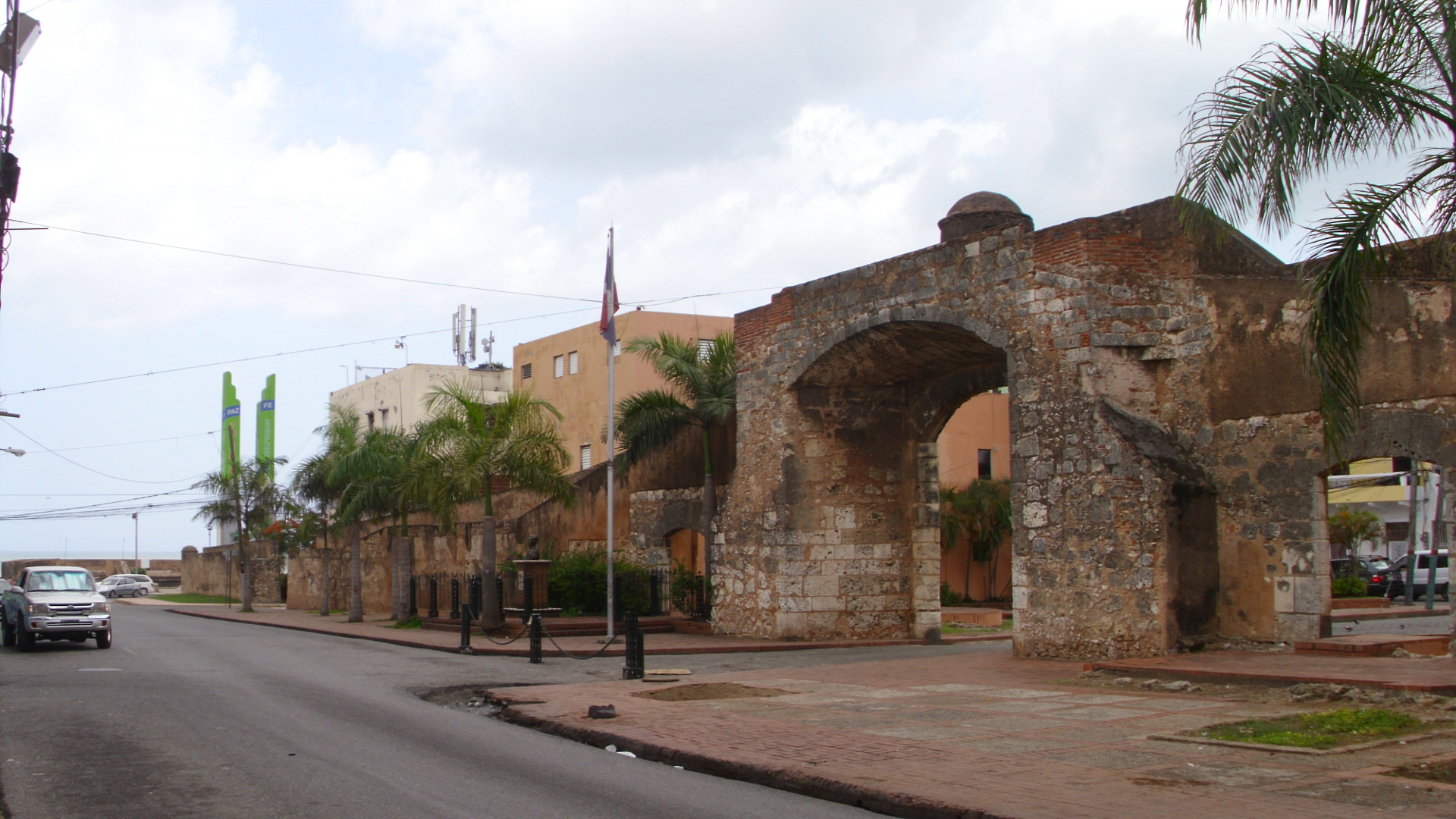
De binnenzijde van de Puerta de la Misericordia, met aan het eind van de straat Fort San Gil, de oorspronkelijke naam is Puerta de Santiago.
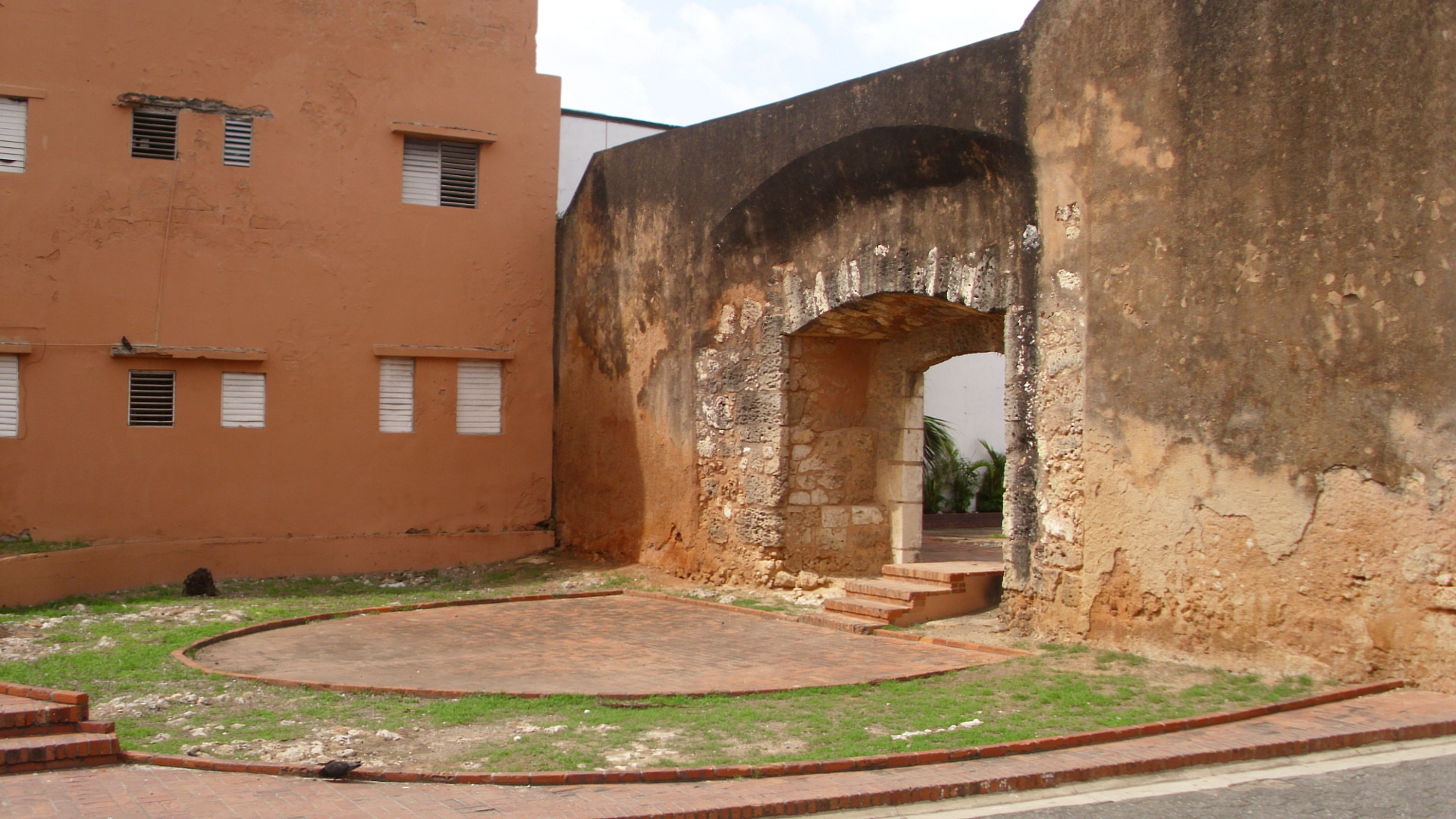
De linker buiten zijde van de Puerta de la Misericordia, goed te zien is het restant van het semi-elliptisch fort.
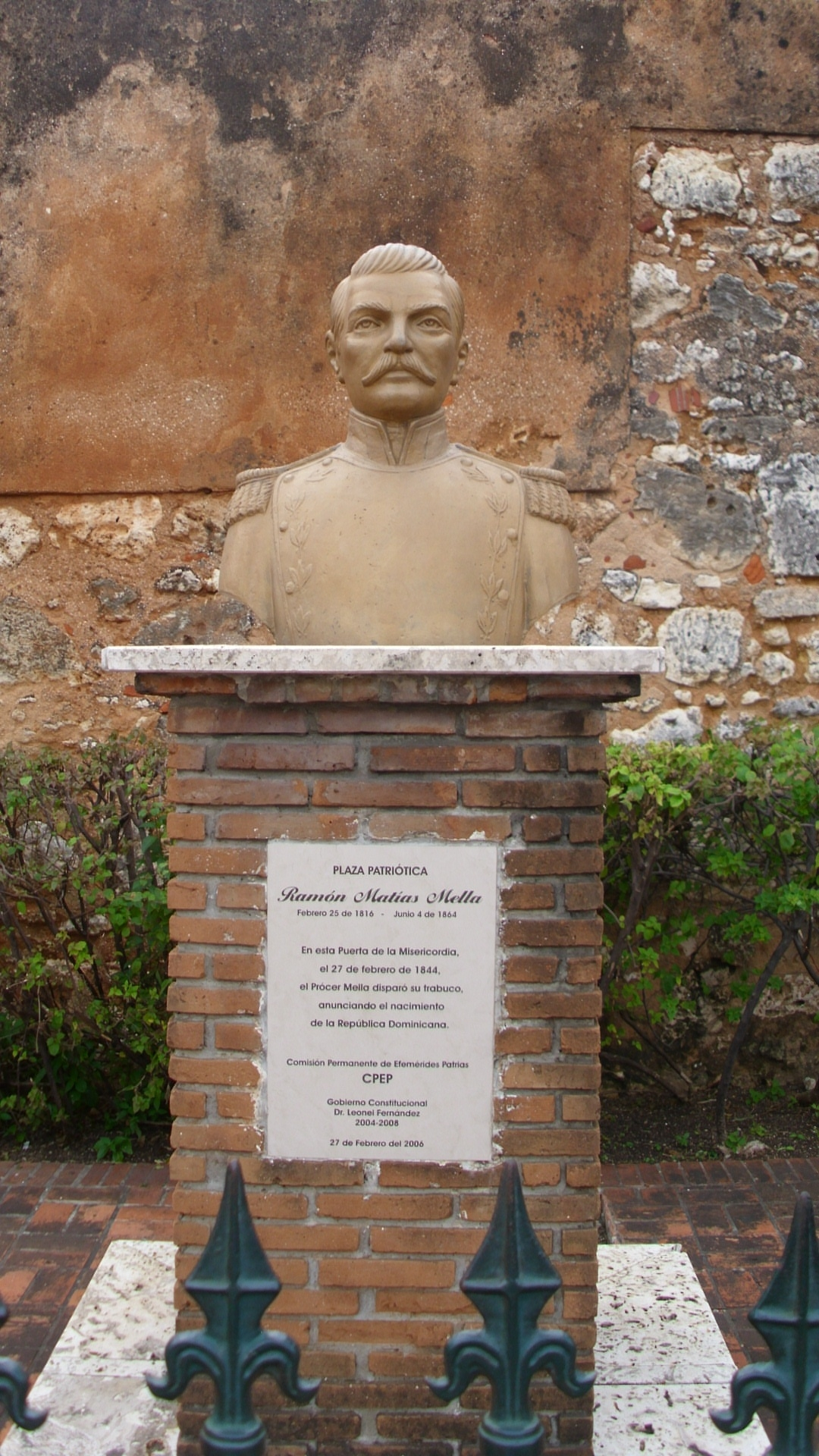
Hier spoorde Mella met een schot zijn manschappen aan, dit was het begin van het einde van de onafhankelijkheidsstrijd.